# Falzaregopas
De Falzaregopas (Italiaans: Passo Falzarego / Ladinisch: Fauzorego) vormt in Italië de verbinding tussen het Val Livinalongo en het Val Boite waar Cortina d'Ampezzo ligt. De pas maakt ook deel uit van de Dolomietenweg samen met de Costalungapas en de Pordoipas.
De route vanuit het westen begint in de wintersportplaats Arabba waar ook de weg naar de Campolongopas begint. De weg door het Val Livinalongo is goed en gaat afwisselend door weilanden en bossen. Na een lichte daling begint de weg weer te klimmen bij het dorpje Cernadoi. De weg gaat met haarspeldbochten omhoog door het ongerepte landschap. De laatste kilometers gaat met korte bochten omhoog, waarvan er een in een tunnel ligt.
De pashoogte van de Falzarego wordt gedomineerd door de Monte Lagozuoi. Vanaf de pas gaat een kabelbaan omhoog naar deze 2802 meter hoge top. In noordelijke richting gaat de weg naar de nabije Valparolapas. Het uitzicht op de Marmolada en de berggroep Cinque Torri is van hieruit goed.
De afdaling naar Cortina d'Ampezzo gaat langs de zuidhellingen van de Tofana, een van de hogere Dolomietbergen. Na 10,5 kilometer takt bij het dorp Pocol de weg af naar de 2236 meter hoge Giaupas. Rechtdoor ligt vijf kilometer verder Cortina d'Ampezzo, de grootste plaats in de Dolomieten. Hier begint de klim naar de Tre Crocipas.